# Yeni Kızıltepe Spor Kulübü
Lo Yeni Kızıltepe Spor Kulübü fu una società pallavolistica maschile turca, con sede a Kızıltepe.

## Storia
Il Cevhertepe Spor Kulübü viene fondato nel 2016. Partendo dalle categorie regionali, grazie ad alcuni ripescaggi, raggiunge la serie cadetta del campionato turco nel 2019. Un anno dopo cambia denominazione in Yeni Kızıltepe Spor Kulübü e colori sociali, passando dal giallo e nero al giallo, rosso e bianco, riuscendo a conquistare la promozione in Efeler Ligi al termine del campionato 2020-21.
Dopo una sola annata in massima serie, nel 2022 cede i propri diritti di partecipazione alla Efeler Ligi all'Hekimoğlu, scomparendo dal panorama pallavolistico turco.

## Denominazioni precedenti
- 2016-2020: Cevhertepe Spor Kulübü